# 후지카와역 (아이치현)
후지카와역(일본어: 藤川駅)은 일본 아이치현 오카자키시에 위치한 나고야 철도 나고야 본선의 철도역이다. 역 번호는 NH 10이며, 상대식 승강장 2면 2선의 구조를 갖춘 지상역이다.

## 타는 곳
| 1 | ■ 나고야 본선 | 하행 | 히가시오카자키 · 나고야 · 기후 · 이누야마 방면 |
| 2 | ■ 나고야 본선 | 상행 | 도요하시 · 도요카와이나리 방면                 |

## 이용 현황
- 2013년 : 4,948명

## 역 주변
- 아이치 산업 대학

## 인접 역
| 나고야 철도 나고야 본선            | 나고야 철도 나고야 본선 | 나고야 철도 나고야 본선        |
| ---------------------------------- | ----------------------- | ------------------------------ |
| NH 08 모토주쿠 도요하시 방면       | ■ 준특급                | 미아이 NH 11 메이테쓰기후 방면 |
| NH 09 메이덴야마나카 도요하시 방면 | ■ 보통                  | 미아이 NH 11 메이테쓰기후 방면 |